# Three Songs on a Trip to the United States
Three Songs on a Trip to the United States — четвёртый студийный альбом американской экспериментальной рок-группы Red Krayola, выпущенный в 1983 году на лейбле Pure Freude. Альбом был принят Drag City и переиздан на CD в 1997 году. Фотографии для обложки альбома предоставил предыдущий участник группы Фредерик Бартельм.

## Отзывы критиков
| Оценки критиков                   | Оценки критиков |
| Источник                          | Оценка          |
| --------------------------------- | --------------- |
| The Encyclopedia of Popular Music | [ 4 ]           |
| Spin Alternative Record Guide     | 8/10            |

Alternative Rock выделил этот альбом, написав: «По сути, это мини-альбом, но пик сета приходится на его вторую сторону, а в живом исполнении он представляет собой тяжёлую плиту психоделики». Rough Guide назвал его «очень рекомендуемым».

## Список композиций
| №  | Название             | Длительность |
| -- | -------------------- | ------------ |
| 1. | «Monster One»        | 3:02         |
| 2. | «California Girl»    | 6:18         |
| 3. | «Caribbean Postcard» | 3:42         |

| №  | Название          | Длительность |
| -- | ----------------- | ------------ |
| 1. | «Discipline»      | 2:33         |
| 2. | «X»               | 2:43         |
| 3. | «Wives in Orbit»  | 3:01         |
| 4. | «Ergastulum»      | 3:11         |
| 5. | «Portrait of You» | 4:52         |

## Участники записи
- Джесси Чамберлейн — ударные
- Майо Томпсон — гитара, вокал